# Văn phạm phụ thuộc
Văn phạm phụ thuộc (Dependency grammar - DG) là một loại lý thuyết cú pháp hiện đại mà dựa trên quan hệ phụ thuộc (trái ngược với quan hệ thành phần), vốn bắt đầu từ nghiên cứu của Lucien Tesnière. Phụ thuộc là một ký hiệu liên kết trực tiếp các đơn vị ngôn ngữ học như từ lại với nhau. Động từ (hạn định) được xem là trung tâm của cấu trúc mệnh đề. Các đơn vị cú pháp khác (như từ) sẽ được nối trực tiếp hoặc gián tiếp với động từ có liên kết trực tiếp và nó được gọi là phụ thuộc. Các DG khác với văn phạm cấu trúc cụm (văn phạm thành phần) vì DG thiếu các nút cụm từ (phrasal node) dù chúng vẫn có cụm từ. Cấu trúc được quyết định bằng mối quan hệ giữa một từ (nút head) và các phụ thuộc của nó. Cấu trúc phụ thuộc phẳng hơn cấu trúc thành phần vì nó không có thành phần ngữ động từ hạn định, do đó nó thích hợp cho việc nghiên cứu ngôn ngữ có thứ tự từ tự do như tiếng Séc, tiếng Thổ Nhĩ Kỳ, và tiếng Warlpiri.

## Lịch sử
Ký hiệu phụ thuộc giữa các đơn vị ngữ pháp đã có từ văn phạm lưu trữ thời kỳ đầu, tức Pāṇini, và khái niệm phụ thuộc được cho là đã xuất hiện trước ký hiệu thành phần nhiều thế kỷ. Ibn Maḍāʾ, a 12th-century nhà ngôn ngữ học ở thế kỷ 12, Córdoba, Andalusia, có lẽ là nhà văn phạm đầu iên dùng thuật ngữ phụ thuộc theo ý nghĩa mà chúng ta dùng ngày nay. Hiện nay, khái niệm phụ thuộc thường dùng chung với khái niệm thành phần, trong khi khái niệm thành phần xuất hiện trong tiếng Latin, tiếng Pháp, tiếng Anh và các văn phạm khác từ nghiên cứu về logic thuật ngữ của người xưa.Phụ thuộc cũng xuất hiện trong nghiên cứu của Sámuel Brassai (1800–1897), nhà ngôn ngữ học người Hungary và Heimann Hariton Tiktin (1850–1936), nhà ngôn ngữ học người Romani.
Tuy nhiên, văn phạm phụ thuộc hiện đại chủ yếu bắt đầu từ nghiên cứu của Lucien Tesnière. Tesnière là người Pháp, có thể nói nhiều thứ tiếng, và là giáo sư ngôn ngữ học của các trường đại học ở Strasbourg và Montpellier. Công trình của ông ấy là Éléments de syntaxe structurale được xuất bản năm 1959 – sau khi ông qua đời năm 1954. Cách tiếp cận đơn giản của ông ấy được nhiều người ứng dụng vào những năm 60 cũng như các văn phạm dựa trên phụ thuộc cũng được chú ý tới từ sau đó. DG đặc biệt được quan tâm nhiều ở Đức về mặt ngôn ngữ lẫn cú pháp lý thuyết. Những năm gần đây, các lý thuyết dựa trên phụ thuộc có nhiều phát triển, chủ yếu từ ngôn ngữ học tính toán và nghiên cứu của David Hays trong dịch máy ở tập toàn RAND trong những năm 1950 và 1960. Các hệ thống dựa trên phụ thuộc ngày càng được dùng nhiều để phân tích ngôn ngữ tự nhiên và tạo ra các tree bank. Văn phạm phụ thuộc ngày càng được quan tâm nhiều hơn nên có nhiều hội nghị quốc tế về ngôn ngữ học phụ thuộc được mở ra (Depling 2011, Depling 2013, Depling 2015).

## Phụ thuộc và thành phần
Phụ thuộc là tương ứng 1-1: với mỗi phần tử (từ hoặc hình thái) trong câu, có duy nhất một nút trong câu trúc của câu đó tương ứng với phần tử đó. Kết quả là văn phạm phụ thuộc là văn phạm từ (hoặc hình thái). Tất cả là những thành phần và phụ thuộc kết nối các phần tử thành một cấu trúc. Có thể so sánh nó với quan hệ thành phần của văn phạm cấu trúc cụm. Thành phần là tương ứng 1-1 hoặc 1-nhiều, nghĩa là với mỗi phần tử trong câu, có một hoặc nhiều nút trong cấu trúc tương ứng với phần tử đó. Do đó cấu trúc phụ thuộc thường nhỏ hơn so với cấu trúc thành phần vì chứa ít nút hơn.
Hai cây này minh họa hai cách biểu diễn quan hệ phụ thuộc và thành phần. Cây phụ thuộc là cây “có thứ tự”, thể hiện thứ tự từ thực sự. Nhiều cây phụ thuộc tách biệt thứ tự tuyến tính ra và chỉ tập trung vào thứ tự phân cấp, nghĩa là không biểu diễn thứ tự từ thực sự. Cây thành phần ở trên theo quy ước của cấu trúc cụm tối thiểu (bare phrase structure - BPS), trong đó chính các từ dùng làm nhãn của nút.
Khác biệt chính của văn phạm thành phần và phụ thuộc là ở việc phân chia ban đầu của mệnh đề. Quan hệ thành phần xuất phát từ phân chia nhị phân ban đầu, trong đó mệnh đề tách thành ngữ danh từ (noun phrase – NP) của chủ nghữ và ngữ động từ (verb phrase - VP) của vị ngữ. Việc phân chia này xuất hiện trong phân tích cơ sở về mệnh đề trong nghiên cứu của Leonard Bloomfield và Noam Chomsky. Tuy nhiên, Tesnière kịch liệt phản đối việc phân chia nhị phân, khi cho rằng vị trí của động từ làm gốc của cấu trúc mệnh đề. Quan điểm Tesnière là phân chia chủ ngữ - vị ngữ bắt nguồn từ term logic và không có chỗ đứng trong ngôn ngữ học. Điểm đáng chú ý của việc phân định này là một bên thừa nhận phân chia chủ ngữ - vị ngữ trong cú pháp, sau đó xét tiếp văn phạm thành phần, còn bên kia thì phủ nhận cách phân chia đó, đặt động từ làm gốc của toàn bộ cấu trúc, và xét tiếp văn phạm phụ thuộc.

## Văn phạm phụ thuộc
Mô hình sau đây là dựa trên phụ thuộc:

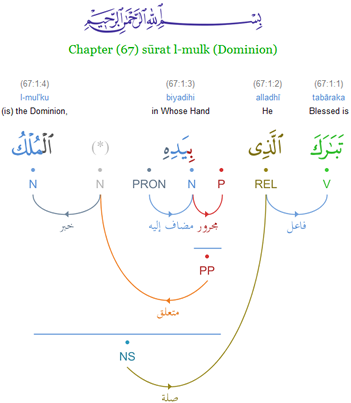
Hybrid constituency/dependency tree from the Quranic Arabic Corpus

- Cú pháp đại số
- Văn phạm toán tử
- Văn phạm liên kết
- Mô hình sinh hàm
- Lexicase
- Lý thuyết văn bản - ý nghĩa
- Văn phạm từ
- Extensible dependency grammar

Văn phạm liên kết dựa trên mối quan hệ phụ thuộc nhưng phụ thuộc giữa các từ không có hướng nên không mô tả quan hệ head-dependent. Văn phạm kết hợp phụ thuộc và thành phần dùng phụ thuộc giữa các từ nhưng cũng có phụ thuộc giữa các nút cụm từ - xem ví dụ Quranic Arabic Dependency Treebank. Cây kết quả của văn phạm cây-kề dựa trên phụ thuộc, dù cây đầy đủ của TAG dựa trên thành phần, do đó chưa rõ nên xem TAG là văn phạm phụ thuộc hay thành phần.
Có nhiều khác biệt lớn trong các văn phạm kể trên. Trong đó, quan hệ phụ thuộc dễ dùng với nhiều lý thuyết về văn phạm. Cũng như văn phạm thành phần, văn phạm phụ thuộc có thể đơn tầng hoặc đa tầng, đại diện hoặc suy diễn, xây dựng hoặc dựa trên luật.